# Pi Hongyan
Pi Hongyan (chiń. upr. 皮红艳; chiń. trad. 皮紅艷; pinyin Pí Hóngyàn; ur. 25 stycznia 1979 w Chongqing) – francuska badmintonistka pochodzenia chińskiego, brązowa medalistka Mistrzostw Świata 2009, trzykrotna olimpijka.